# Caen
Caen (normansko Caën) je glavno mesto in občina severozahodne francoske regije Spodnje Normandije, prefektura departmaja Calvados. Leta 2009 je mesto imelo 109.312 prebivalcev.

## Zgodovina
Ime mesta naj bi bilo starokeltskega porekla v pomenu bojnega polja (catu mago).
V srednjem veku je bil glavno mesto Normanskega vojvodstva. Angleški kralj Viljem Osvajalec je dal v Caenu zgraditi grad in opatiji Abbaye aux Dames in Abbaye aux Hommes, v katerem je bil tudi pokopan. V obdobju verskih vojn je bil njegov grob uničen, kosti pa izgubljene.
Leta 1346 je angleški kralj Edvard III. z vojsko udaril na mesto v upanju na bogat vojni plen, v tistem času je bil Caen namreč najbogatejše mesto v Normandiji. 26. julija so angleške enote v naskoku zasedle mesto, pri tem pobile 3.000 meščanov, večino trgovske četrti pa požgale. Med plenjenjem je bila v njem najdena tudi kopija francosko-normanskega načrta o invaziji Anglije iz leta 1339, s katero so kasneje v propagandne namene želeli upravičiti nadaljevanje vojne.

### Druga svetovna vojna
V bitki za Normandijo v drugi svetovni vojni, je bil Caen osvobojen v začetku julija, mesec dni po zavezniškem izkrcanju v Normandiji, še posebej britanskega I. korpusa 6. junija 1944. Britanci in kanadski vojaki naj bi zavzeli mesto na dan-D . Vendar pa so boji potekali na severu mesta do 9. julija, ko so z intenzivnim bombardiranjem med operacijo Charnwood uničili 70% mesta in ubil 2000 francoskih civilistov. Zavezniki so zasedli zahodne četrti, mesec dni kasneje kot je načrtoval feldmaršal Montgomery. Med bitko se je veliko mestnih prebivalcev zateklo v Abbaye aux Hommes ("Moško opatijo"), ki jo je Viljem Osvajalec zgradil okoli leta 800 let. Obe, stolnica in univerza, sta bili v celoti uničeni v zavezniškem bombardiranju.

### Povojni Caen
Po drugi svetovni vojni je potekala rekonstrukcija celotnih okrožjih mesta in univerzitetnega kampusa. Trajalo je 14 let (1948-1962) in nastala je sedanja urbanizacija Caena. Izgubil je veliko svojih zgodovinskih četrti, zato mesto nima vzdušja tradicionalne Normandije kot jo imajo mesta kot so Honfleur, Rouen, Cabourg, Deauville in Bayeux.

## Geografija
Mesto leži v Normandiji ob reki Orne in njenem levem pritoku Odon. Vzporedno z reko Orne teče vodni kanal, zgrajen v obdobju vladavine Napoleona III. z namenom povezave mesta z Rokavskim prelivom, od katerega je oddaljen dobrih 10 km, v vseh letnih časih.

## Uprava
Caen je sedež devetih kantonov. Kanton Caen-5 ima sedež v Hérouville-Saint-Clairu in ni del Caena:
- Kanton Caen-1 (občini Bretteville-sur-Odon, Caen (del): 16.076 prebivalcev),
- Kanton Caen-2 (občine Authie, Caen (del), Carpiquet, Saint-Contest, Saint-Germain-la-Blanche-Herbe: 25.873 prebivalcev),
- Kanton Caen-3 (del občine Caen: 18.496 prebivalcev),
- Kanton Caen-4 (občini Caen (del), Épron:14.693 prebivalcev),
- Kanton Caen-5 oz. Kanton Hérouville-Saint-Clair (občina Hérouville-Saint-Clair)
- Kanton Caen-Hérouville oz. Caen-6 (del občin Caen in Hérouville-Saint-Clair: 14.726 prebivalcev),
- Kanton Caen-7 (občini Caen (del), Mondeville: 14.029 prebivalcev),
- Kanton Caen-8 (občine Caen (del), Fleury-sur-Orne, Louvigny: 19.228 prebivalcev),
- Kanton Caen-9 (del občine Caen: 14.450 prebivalcev),
- Kanton Caen-10 (občine Caen (del), Cormelles-le-Royal, Ifs: 22.409 prebivalcev).

Mesto je prav tako sedež okrožja, v katerega so vključeni poleg njegovih še kantoni Bourguébus, Bretteville-sur-Laize, Cabourg, Creully, Douvres-la-Délivrande, Évrecy, Falaise-Jug/Sever, Morteaux-Coulibœuf, Ouistreham, Thury-Harcourt, Tilly-sur-Seulles, Troarn in Villers-Bocage s 409.556 prebivalci.

## Zanimivosti

### Grad
Grad, Château de Caen, je zgradil okoli leta 1060 Viljem Osvajalec, ki je uspešno osvojil Anglijo leta 1066 in je ena največjih srednjeveških trdnjav v Zahodni Evropi. Predstavlja ostanek bistvene značilnosti normanske strategije in politike. Ob božiču 1182 je kraljevi dvor praznoval božič v avli caenskega gradu, ko so se zbrali Henrik II. Angleški in njegovi sinovi, Richard Lionheart in John Lackland, ter več kot tisoč vitezov. Caenski grad, skupaj z vsemi gradovi v Normandiji, je bil izročen francoski kroni leta 1204. Bil je udeležen v času stoletne vojne (1346, 1417, 1450) in je bil v uporabi kot vojašnica še v drugi svetovni vojni. Luknje od izstrelkov, ki so jih zadali člani francoskega odporniškega gibanja med drugo svetovno vojno so še vidne na zidovih gradu. Danes grad služi kot muzej, v njem domuje Musée des Beaux-Arts de Caen (Muzej lepih umetnosti v Caenu) in Musée de Normandie (Muzej Normandije), skupaj s številnimi občasnimi razstavami o umetnosti in zgodovini.

### Opatije
Kot kesanje za poroko svoj sestrične Matilde Flandrijske, je Viljem, na papeževo podbudo, naročil zgraditi dve opatiji:
Opatijo St-Etienne, znano tudi kot Abbaye aux Hommes (moška opatija). Končana je bila leta 1063 in je posvečena sv. Štefanu. Sedanji Hôtel de Ville (mestna hiša) v Caenu je zgrajena ob južni prečni ladji.
Opatijo Sainte-Trinité, tudi Abbaye aux Dames (ženska opatija). Končana je bila leta 1060 in je posvečena Sveti Trojici. Sedanji sedež pokrajinskega sveta (conseil conseil régional) Spodnje Normandie je v bližini.

### Drugo
- Jardin Botanique de Caen, zgodovinski botanični vrt
- cerkev Saint-Pierre
- Mémorial pour la Paix (muzej za mir), zgrajen leta 1988, kaže dogodke, ki so vodili do in po dnevu-D. Gre za čustveno predstavitev povabila na meditacijo z mislijo Elie Wiesla: "Mir ni božji dar za človeka, ampak darilo od človeka do samega sebe". Spomenik vključuje tudi razstavo o Nobelovih nagrajencih za mir in drugo o reševanju konfliktov v različnih kulturah.
- Parc Festyland, zabaviščni park na zahodu Caena v bližnjem mestu Carpiquet. Park obišče 110.000 obiskovalcev na leto.
- Mondeville 2 je regionalni trgovski center v sosednjem Mondevillu.
- Université de Caen; univerzo je ustanovil leta 1432 angleški kralj Henrik VI. in je ena najstarejših v Franciji.

### Slike
- Hôtel d'Escoville, 16. st., Caen
- Risba fortifikacije Caena, avtor neznan, Bibliothèque Nationale, Pariz
- Južno grajsko obzidje, ogromna trdnjava v centru mesta
- Gare de Caen, železniška postaja
- Mestni tramvaj
- Cerkev Saint-Étienne-le-Vieux
- Notranjost cerkve Saint-Pierre
- Trdnjava
- Opatija St. Étienne

### Pomembni krajani
Caen je rojstni kraj:
- Robert, 1. grofa Gloucestra (okoli 1090–1147), nelegitimni sin Henrika I. Angleškega;
- Jean Bertaut (1552–1611), pesnik;
- François Le Métel de Boisrobert (1592–1662), pesnik;
- François de Malherbe (1555–1628), pesnik in prevajalec;
- Tanneguy Le Fèvre (1615–1672), klasični učenjak;
- Jean Regnault de Segrais (1624–1701), pesnik in romanopisec;
- Pierre Daniel Huet (1630–1721), duhovnik in učenjak;
- René Auguste Constantin de Renneville (1650–1723), pisatelj;
- Pierre Varignon (1654–1722), matematik;
- Charlotte Corday (d. 1793), Maratov morilec; (Jean-Paul Marat (24. maj 1743 - 13. julij 1793) je bil zdravnik, politični teoretik in znanstvenik in najbolj znan po svoji karieri v Franciji kot radikalni novinar in politik v času francoske revolucije);
- François Henri Turpin (1709–1799), literat;
- Jacques Clinchamps de Malfilâtre (1732-1767), pesnik;
- Jean de Crèvecoeur (1735–1813), pisatelj;
- Jean-Jacques Boisard (1744–1833), pisatelj, specialist za basni;
- Gervais Delarue (1751–1835), zgodovinar;
- Louis Gustave le Doulcet, Comte de Pontécoulant (1764–1853), politik;
- Daniel François Esprit Auber (1782–1871), skladatelj;
- Jacques Amand Eudes-Deslongchamps (1794–1867), naravoslovec in palaeontolog;
- Étienne Mélingue (1808–1875), igralec in kipar;
- Jules Danbé (1840–1905) dirigent;
- André-Louis Danjon (1890–1967), astronom;
- Marie-Pierre Koenig (1898–1970), general, Maréchal de France.

## Pobratena mesta
Caen je pobraten z:
| - Pernik, Bolgarija - Nashville, Tennessee, ZDA (11. april 1991) - Alexandria, Virginia, ZDA (28. oktober 1991) - Stevens Point, Wisconsin, ZDA | - Coventry, Združeno kraljestvo - Portsmouth, Velika Britanija - Würzburg, Nemčija (maj 1962) - Thiès, Senegal (2. junij 1992) |